# Comunicación y cultura (Revista)
La revista Comunicación y cultura fue una revista sobre comunicación de masas fundada en 1973 en Santiago de Chile. Hector Schmucler, Armand Mattelart y Hugo Assmann fueron sus directores, continuando luego los dos primeros. Su número inicial se escribió y se editó en Chile. A partir del Golpe de Estado de Pinochet Mattelard se exilió en Francia y Schmucler trasladó la sede de la revista a Buenos Aires, Argentina, donde se reeditó ese primer número y se editaron los tres siguientes. En 1976 un nuevo Golpe de Estado cívico-militar, esta vez en Argentina obligó a Schmucler a exiliarse en México, donde siguió editando la revista hasta 1985 (Números 5 a 14).

## Historia
La revista nace en un contexto socio-histórico en que toda  Latinoamérica se hallaba envuelta en una efervescencia política que permeaba todas las áreas de la sociedad. Fueron momentos de mucha disputa política y económica y los incipientes estudios de comunicación  latinoamericanos se insertaron en estas discusiones, el tema central fue la lucha social contra la dominación imperialista.Esto se refleja claramente en la siguiente declaración correspondiente a la editorial del Número 1 de la revista:

“La función que se propone cumplir Comunicación y Cultura es la de establecerse como órgano de vinculación y de expresión de las diversas experiencias que se están gestando en los países latinoamericanos, en el campo de la comunicación masiva. Evidentemente, no se trata de asumir cualquier experiencia, sino las que favorecen a los procesos de liberación total de nuestras sociedades dependientes. Esta norma de prioridad política será la línea de demarcación que trazará la revista para recoger sus temáticas, sus centros de interés, sus lectores y colaboradores”
Comunicación y cultura, (1973), “Editorial”, nº1, Santiago de Chile, Buenos Aires.

.
Durante estos años suceden en Latinoamérica importantes hechos colectivos, con hitos tales como la revolución cubana, el Cordobazo, la victoria de la Unidad Popular en Chile con Salvador Allende a la cabeza y en Argentina la primavera camporista.